# Odwodnienie (budownictwo)

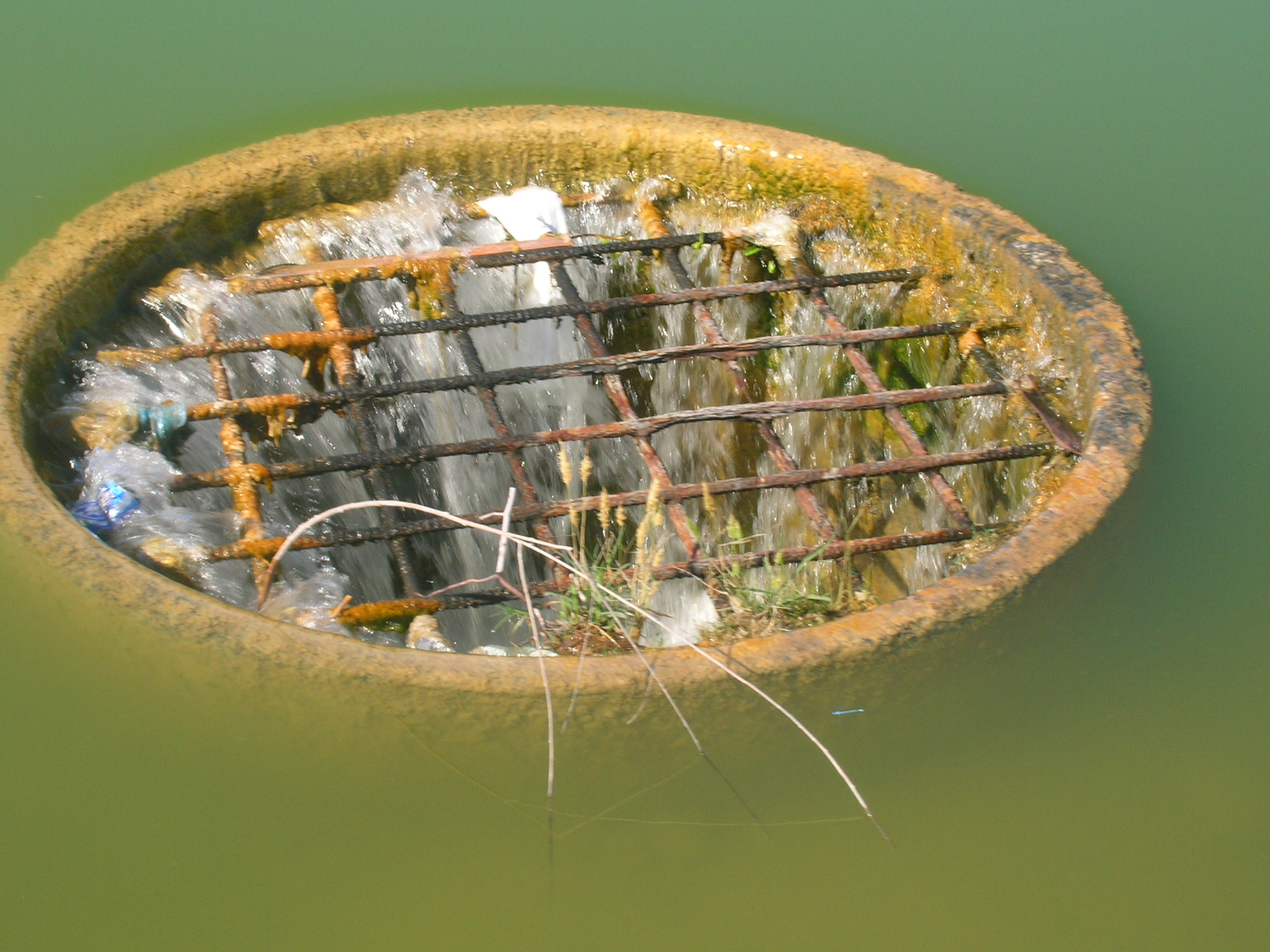
Zalana uliczna krata ściekowa

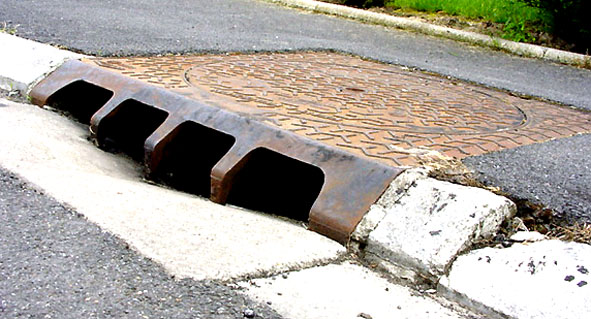
Odprowadzenie wody deszczowej

Odwodnienie – odprowadzenie wody z pewnej powierzchni lub z obiektu do gruntu albo do kanalizacji.

## Rodzaje odwodnień
- odwodnienie dachu: wodę z opadów atmosferycznych (deszczu lub roztopionego śniegu) odprowadza się:
  - na zewnątrz – przy pomocy rynien i rur spustowych,
  - do wewnątrz – przy pomocy koryta dachowego, wpustów dachowych i rur spustowych usytuowanych wewnątrz budynku,
- odwodnienie dachu zielonego: podobnie jak dla dachu tylko przy zastosowaniu specjalnych technologii
- odwodnienie nawierzchni drogowej, podjazdu, itp.: tzw. odwodnienie liniowe
- odwodnienie nawierzchni tarasu, balkonu, daszku.

Zasady odwodnienia reguluje prawo budowlane oraz normy budowlane.